# Паланська Надія Романівна
Паланська Надія Романівна (19 червня 1929 року – 5 серпня 2011 року) — депутат Верховної Ради УРСР 9-го скликання від Таращанського виборчого округу, Заслужений вчитель України.

## Біографія
Народилася 19 червня 1929 року в с.Розкішна Ставищенського району Київської області .
- У 1954 році закінчила Київський Державний педагогічний інститут імені Горького.
- З 1954 року по 1999 рік працювала учителем фізики в Розкішнянській середній школі Ставищенського району Київської області.
- З 1975 року по 1980 рік — депутат Верховної Ради України від Таращанського виборчого округу.
- З 1980 року по 1982 рік — депутат Київської обласної Ради народних депутатів. З 1963 року по 1975 рік (шість скликань) та з 1983 року по 1985 рік (два скликання) — депутат Ставищенської районної Ради народних депутатів.
- З 1985 року по 1991 рік — депутат Розкішнянської сільської Ради.

## Нагороджена
- Орденом Трудового Червоного Прапора (Указ Президії Верховної Ради СРСР від 20 липня 1971 року);
- Медаллю « За доблесну працю в ознаменування 100-річчя з дня народження В. І. Леніна» (Указ Президії Верховної Ради СРСР від 24 березня 1970 року);
- Медаллю «Ветеран праці» (1983 р.);
- Медаллю «50 років Перемоги у Великій Вітчизняній війні 1941—1945 роки)» (1995 р.)

Відзначена знаком «Ударник ІХ п'ятирічки» (1976 р.)
Указом Президії Верховної Ради України від 17 лютого 1978 року присвоєно почесне звання «Заслужений вчитель України».
Делегат IV з'їзду вчителів України (1977 р.)
Делегат Всесоюзного з'їзду вчителів — 1978 рік.